# Salacca multiflora
Salacca multiflora är en enhjärtbladig växtart som beskrevs av Mogea. Salacca multiflora ingår i släktet Salacca och familjen Arecaceae. Inga underarter finns listade i Catalogue of Life.